# 戰鬥陀螺 鋼鐵奇兵 (動畫)
《戰鬥陀螺 鋼鐵奇兵》是改編自足立充史的同名漫畫的電視動畫。第1季由龍之子製作，於2009年4月5日至2010年3月28日在東京電視網播出，全51話。
第2期《戰鬥陀螺 鋼鐵奇兵 爆》於2010年4月4日至2011年3月27日播出，全51話，動畫製作公司更換為Synergy SP。
第3期《戰鬥陀螺 鋼鐵奇兵 4D》於2011年4月3日至2012年4月1日播出，全52話，同樣由Synergy SP製作。
系列續作《戰鬥陀螺 鋼鐵奇兵 ZERO G》於2012年4月8日至2012年12月23日在同樣時段播出。

## 製作團隊
|              | 第1期                          | 第2期                          | 第3期                          |
| ------------ | ------------------------------ | ------------------------------ | ------------------------------ |
| 企劃         | 鈴木大三、佐上靖之、池田哲也   | 鈴木大三、佐上靖之、池田哲也   | 鈴木大三、佐上靖之、池田哲也   |
| 原作         | 足立充史                       | 足立充史                       | 足立充史                       |
| 系列原案     | 村上孝雄、平雄一郎・齊藤伸一   | 石本隆史・國政修               | 石本隆史・國政修               |
| 導演         | 杉島邦久                       | 杉島邦久                       | 杉島邦久                       |
| 系列構成     | 長谷川勝己                     | 長谷川勝己                     | 長谷川勝己                     |
| 人物設定     | 長森佳容                       | 長森佳容                       | 長森佳容                       |
| 機械設定     | 伊東英樹                       | 伊東英樹                       | 伊東英樹                       |
| 美術設計     | 吉原一輔                       | 吉原一輔                       | 吉原一輔                       |
| 美術導演     | 本多敬                         | 本多敬                         | 本多敬                         |
| 色彩設計     | 平出真弓                       | 長尾朱美                       | 長尾朱美                       |
| CG導演       | 矢山健太郎→                    | 鹽野英光                       | 田中康隆                       |
| 編輯         | 小野寺桂子                     | 小野寺桂子                     | 小野寺桂子                     |
| 音響導演     | 松岡裕紀                       | 松岡裕紀                       | 松岡裕紀                       |
| 音樂         | Neil Parfitt                   | Neil Parfitt、Scott Bucsis     | Neil Parfitt、Scott Bucsis     |
| 動畫製片人   | 三浦俊一郎                     | 三浦俊一郎                     | 三浦俊一郎                     |
| 准生產者     | 戶田美也子、石井宏一、橫溝昌司 | 戶田美也子、石井宏一、橫溝昌司 | 戶田美也子、石井宏一、橫溝昌司 |
| 製片人       | 青木真美子                     | 青木真美子、吉多奈央           | 青木真美子、紅谷佳和           |
| 動畫製作協力 | 小學館集英社製作、Synergy SP   | 小學館集英社製作               | 小學館集英社製作               |
| 動畫製作     | 龍之子製作                     | Synergy SP                     | Synergy SP                     |
| 製作         | 東京電視台、d-rights           | 東京電視台、d-rights           | 東京電視台、d-rights           |

## 劇情
第1期（全51話）
在現今的戰鬥陀螺世界中，一位來自戰鬥陀螺的發源地——古馬村並且持有戰鬥陀螺暴風天馬、名叫钢银河的少年，他为了成為最強的陀螺戰士因此在各國的地區四處展開修行之旅，某天银河來到日本橫濱的戰鬥陀螺城市中遇到一位跟自己一樣很热爱戰鬥陀螺的男孩健太，當銀河出手幫助遭受欺凌的健太不久跟他逐漸展開友誼，後來銀河結識一位陀螺的維修技師少女小圓，之后他和小圓與健太一起行動以陀螺對戰不断认识着更多的朋友与對手（像是冰魔、光、翼、遊等陀螺戰士），共同体验着陀螺对战带来的各种乐趣与磨练並且成长起来。起初银河和戰鬥陀螺的幫派首狩團組織的首領京谷與成員弁慶與進行陀螺對戰，後來他們在經歷陀螺對戰後成為同伴。
後來，健太一行人得知銀河是為了要找回由神秘組織闇黑星雲給奪走、擁有禁忌的戰鬥陀螺之稱的陀螺雷霆天龍才會不斷變強的原因，他們還發現銀河曾和持有雷霆天龍的陀螺戰士龍牙有結怨的過去。當闇黑星雲利用雷霆天龍的力量來掌管战斗陀螺界，特地举办「陀螺戰士全國大會」大型大會比賽達到他們的目的。銀河一行人以打败龍牙與雷霆天龍並且擊垮闇黑星雲为目标在大会中不断地跟全國各地的陀螺戰士進行陀螺對戰。
第2期（爆）（全51話）
在結束「陀螺戰士全國大會」的決賽中跟雷霆天龍的對戰後，由於銀河是「陀螺戰士全國大會」的冠軍也是世界第一的No.1陀螺戰士，所以他的知名度大幅度的提升引起全世界的關注，銀河為了找到能代替因耗盡力量下消失的暴風天馬的戰鬥陀螺，他決定到自己以前居住的故鄉古馬村並在朋友太、小圓與冰魔的協助下到陀螺遺蹟中解開封印獲得傳說中的戰鬥陀螺——銀河天馬。
銀河在拿到銀河天馬後正在學習如何能掌握住的其強大的力量，他遇上一位自稱是世界第一陀螺戰士的少年角谷正宗，初時正宗不斷向銀河挑戰，直至他拿出他真正的實力打敗銀河。當战斗陀螺大型比赛的團體組織WBBA為了讓世界各地能夠想受著陀螺對戰決定舉辦世界級陀螺對戰的大會——「世界盃陀螺大賽」，銀河與正宗、遊和翼和做為技術支援者的小圓組成「鋼鐵銀河隊」並以日本代表隊參加世界盃陀螺大賽。銀河一行人必須在這場大賽中跟世界各地的陀螺戰士進行陀螺對戰還要克服不少的考驗才能成為冠軍，而且他們的陀螺對戰在這場大賽中也變得更加激烈。世界各地中到底有什麼樣的對手在等著他們呢？而且銀河一行人到底在世界盃陀螺大賽中有什麼樣的精彩對戰呢？
第3期（4D）（全52話）
很久以前，星星碎片（隕石）在數千年前降臨在地球上創造出許多的戰鬥陀螺，根據古馬村所流傳的預言中「當在天空閃耀的光芒照耀著大地的時候，隨著星星碎片的來臨，隱藏在巨大之力將會再次甦醒」，因此星星碎片的力量給戰鬥陀螺界與人類的歷史演進上有著重大的關聯。星星碎片來到地球時散發出的光芒無論會轉變成光明或是闇黑深淵的新力量都取決於持有者的身上，持有者的心是否善與惡都會給隱藏在星星碎片的力量帶來變化，每當邪惡勢力想要利用星星碎片的力量在世界上為非作歹，擁有正義與善良之心的人將會跟邪惡勢力展開激烈的戰鬥。隨著時間來到現代的三年後，浩瀚的宇宙中突然發生一起不尋常的事件。某顆星星碎片（隕石）降臨在地球上卻因為不明力量而被打散成十個碎片。之後十個星星碎片分散在世界各地，它們的力量將會掌握著全世界是否會陷入混沌還是面對即將到來的新時代。
某天，銀河天馬在歷經「世界盃陀螺大賽」和許多特殊事件中受到嚴重損傷由小圓來維修，當它在吸收新的星星碎片的力量而進化成爆裂天馬。與此同時，銀河一行人救助一位天才型的天文學家兼持有戰鬥陀螺「水星阿努比斯」卻遭遇被不明人物給襲擊的少年勇氣。勇氣向銀河一行人答謝並且解釋自己所持有的陀螺阿努比斯接收在當晚中從天空中降臨下來的星星碎片。
勇氣目睹星星碎片突然分散成十片並且獲得其中一塊碎片，他聽到星星碎片敘述著：「再過不久，一場莫大的災難與混亂將會降臨在現世毀滅一切…「黑色太陽」破壞神涅墨西斯將會甦醒…無論如何要找到十個傳說中的陀螺戰士阻止涅墨西斯復活」的緊急消息，勇氣得知有個神秘的邪惡勢力打算要讓黑色太陽 破壞神 涅墨西斯復甦於現世為非作歹的經過。他請求銀河一行人不只要集結十位傳說中的陀螺戰士還要阻止破壞神毀滅現世，現今被星星碎片賦予強大的力量給選上成為傳說中的陀螺戰士之中不只有銀河，就連京谷、龍牙與勇氣，剩下的六個傳說中的陀螺戰士就分別在世界各地的某個角落，掌握住世界的命運就在十位傳說中的陀螺戰士的身上，銀河一行人決定以找出所有傳說中的陀螺戰士、阻止破壞神復活為目標踏上他們的旅程。

## 登場角色
- 鋼銀河－金田晶
- 湯宮健太－加藤英美里
- 盾神京谷－日野聰
- 花輪弁慶－三宅健太
- 天野圓－真堂圭
- 大鳥翼－入野自由
- 天童遊－名塚佳織
- 角谷正宗－三瓶由布子
- 龍牙－津田健次郎

## 主題曲
第1期（無印）
片頭曲戰鬥陀螺 鋼鐵奇兵（第1話—51話）
作詞、作曲：Martin Kucaj / 譯詞：成田賢 / 主唱：YU+KI（ZAIN RECORDS）
- 香港版本：勁爆 Metal Fight

作詞：鄭櫻綸 / 作曲：Martin Kucaj / 主唱：黃宗澤
片尾曲Boys～朝向光輝的明日～（第1話—50話）
作詞：MASH / 作曲：MASH、嶽志 / 主唱：MASH
第2期（爆）
片頭曲銀河之心（第53話—102話）
作詞：Reona / 作曲：木下浩二 / 編曲：鈴木啓 / 主唱：YU+KI（ZAIN RECORDS）
- 香港版本：理想的翅膀

作詞：鄭櫻綸 / 作曲：木下浩二 / 主唱：許廷鏗
片頭曲SPINNING THE WORLD（第70話—77話）
作詞：NARISU-K / 作曲：HIRO&KENNY / 主唱：Noa
宣傳《劇場版戰鬥陀螺 鋼鐵奇兵VS太陽 灼熱的侵略者》的特別片頭。
片尾曲超越天空（第52話—102話）
作詞：土屋文彥、戎谷俊太 / 作曲、編曲：戎谷俊太 / 主唱：Odoriba Soul（Kitty）
第3期（4D）
片頭曲心之勇氣（第104話—154話）
作詞、作曲：YU+KI / 編曲：DNA.pro / 主唱：YU+KI（Lantis）
- 香港版本：勇氣

作詞：未知 / 作曲：YU+KI / 主唱：謝東閔
片尾曲Destiny（第104話—154話）
作詞、作曲：YU+KI / 編曲：DNA.pro / 主唱：唐澤有彌 feat.YU+KI

## 播放電視台

### 日本
| 播放地區                      | 播放電視台                 | 播放日期                                           | 播放時間（UTC+9）                             | 放送系列                   | 備註                       |
| 戰鬥陀螺 鋼鐵奇兵（第1期）    | 戰鬥陀螺 鋼鐵奇兵（第1期） | 戰鬥陀螺 鋼鐵奇兵（第1期）                         | 戰鬥陀螺 鋼鐵奇兵（第1期）                    | 戰鬥陀螺 鋼鐵奇兵（第1期） | 戰鬥陀螺 鋼鐵奇兵（第1期） |
| ----------------------------- | -------------------------- | -------------------------------------------------- | --------------------------------------------- | -------------------------- | -------------------------- |
| 關東廣域區                    | 東京電視台                 | 2009年4月5日—2010年3月28日                         | 星期日 8:30－9:00                             | 東京電視台系列             | 製作電視台                 |
| 北海道                        | TV北海道                   | 2009年4月5日—2010年3月28日                         | 星期日 8:30－9:00                             | 東京電視台系列             |                            |
| 愛知縣                        | 愛知電視台                 | 2009年4月5日—2010年3月28日                         | 星期日 8:30－9:00                             | 東京電視台系列             |                            |
| 大阪府                        | 大阪電視台                 | 2009年4月5日—2010年3月28日                         | 星期日 8:30－9:00                             | 東京電視台系列             |                            |
| 岡山縣、香川縣                | 瀨戶內電視台               | 2009年4月5日—2010年3月28日                         | 星期日 8:30－9:00                             | 東京電視台系列             |                            |
| 福岡縣                        | TVQ九州放送                | 2009年4月5日—2010年3月28日                         | 星期日 8:30－9:00                             | 東京電視台系列             |                            |
| 奈良縣                        | 奈良電視台                 | 2009年4月16日—2010年4月15日                        | 星期四 19:00－19:30                           | 獨立UHF電視台              |                            |
| 新潟縣                        | 新潟電視台21               | 2010年1月10日—2011年1月9日                         | 星期日 6:00－6:30                             | 朝日電視台系列             |                            |
| 長野縣                        | 長野朝日放送               | 2010年1月10日—2011年1月9日                         | 星期日 6:30－7:00                             | 朝日電視台系列             |                            |
| 廣島縣                        | 廣島HOME電視台             | 2010年1月10日—4月4日 2010年4月10日—2011年1月15日   | 星期日 6:30－7:00 星期六 7:00－7:30           | 朝日電視台系列             |                            |
| 靜岡縣                        | 靜岡電視台                 | 2010年1月14日—2011年1月6日                         | 星期四 16:53－17:24                           | 富士電視台系列             |                            |
| 青森縣                        | 青森放送                   | 2010年6月21日—2011年7月11日                        | 星期一 16:20－16:50                           | 日本電視台系列             |                            |
| 日本全國                      | AT-X                       | 2009年5月10日—2010年4月25日                        | 星期日 8:30－9:00                             | CS放送                     | 有重播                     |
| 日本全國                      | Kids Station               | 2010年1月13日—2011年1月12日                        | 星期三 7:30－7:55                             | CS放送                     | 有重播                     |
| 戰鬥陀螺 鋼鐵奇兵 爆（第2期） |                            |                                                    |                                               |                            |                            |
| 關東廣域區                    | 東京電視台                 | 2010年4月4日—2011年3月27日                         | 星期日 8:30－9:00                             | 東京電視台系列             | 製作電視台                 |
| 北海道                        | TV北海道                   | 2010年4月4日—2011年3月27日                         | 星期日 8:30－9:00                             | 東京電視台系列             |                            |
| 愛知縣                        | 愛知電視台                 | 2010年4月4日—2011年3月27日                         | 星期日 8:30－9:00                             | 東京電視台系列             |                            |
| 大阪府                        | 大阪電視台                 | 2010年4月4日—2011年3月27日                         | 星期日 8:30－9:00                             | 東京電視台系列             |                            |
| 岡山縣、香川縣                | 瀨戶內電視台               | 2010年4月4日—2011年3月27日                         | 星期日 8:30－9:00                             | 東京電視台系列             |                            |
| 福岡縣                        | TVQ九州放送                | 2010年4月4日—2011年3月27日                         | 星期日 8:30－9:00                             | 東京電視台系列             |                            |
| 岩手縣                        | 岩手朝日電視台             | 2010年4月11日—2011年3月27日 2011年4月2日—4月16日   | 星期日 6:30－7:00 星期六 6:00－6:30           | 朝日電視台系列             |                            |
| 鹿兒島縣                      | 鹿兒島放送                 | 2010年4月17日—2011年4月16日                        | 星期六 6:30－7:00                             | 朝日電視台系列             |                            |
| 奈良縣                        | 奈良電視台                 | 2010年4月22日—2011年4月14日                        | 星期四 19:00－19:30                           | 獨立UHF電視台              |                            |
| 福島縣                        | 福島放送                   | 2010年4月25日—2011年3月27日 2011年4月2日—4月23日   | 星期日 6:30－7:00 星期六 6:00－6:30           | 朝日電視台系列             |                            |
| 熊本縣                        | 熊本朝日放送               | 2010年7月24日—2011年6月26日                        | 星期六 6:45－7:15                             | 朝日電視台系列             |                            |
| 山形縣                        | 山形電視台                 | 2010年8月22日—2011年3月27日 2011年4月2日—9月10日   | 星期日 6:00－6:30 星期六 6:00－6:30           | 朝日電視台系列             |                            |
| 靜岡縣                        | 靜岡電視台                 | 2011年1月13日—9月29日 2011年10月3日—10月24日       | 星期四 16:53－17:24 星期一至星期五 4:30－5:00 | 富士電視台系列             |                            |
| 新潟縣                        | 新潟電視台21               | 2011年1月16日—3月27日 2011年4月2日—8月13日         | 星期日 6:00－6:30 星期六 6:00－6:30           | 朝日電視台系列             |                            |
| 長野縣                        | 長野朝日放送               | 2011年1月16日—3月27日 2011年4月17日—9月4日         | 星期日 6:30－7:00 星期日 6:00－6:30           | 朝日電視台系列             |                            |
| 廣島県                        | 廣島HOME電視台             | 2011年1月22日—8月13日                              | 星期六 7:00－7:30                             | 朝日電視台系列             |                            |
| 日本全國                      | AT-X                       | 2010年5月2日—2011年4月17日                         | 星期日 8:30－9:00                             | CS放送                     | 有重播                     |
| 日本全國                      | Kids Station               | 2011年1月19日—5月4日 2011年5月11日—6月29日         | 星期三 7:30－7:55 星期一至星期五 12:30－13:00 | CS放送                     | 有重播                     |
| 戰鬥陀螺 鋼鐵奇兵 4D（第3期） |                            |                                                    |                                               |                            |                            |
| 關東廣域區                    | 東京電視台                 | 2011年4月3日—2012年4月1日                          | 星期日 8:30－8:45                             | 東京電視台系列             | 製作電視台                 |
| 北海道                        | TV北海道                   | 2011年4月3日—2012年4月1日                          | 星期日 8:30－8:45                             | 東京電視台系列             |                            |
| 愛知縣                        | 愛知電視台                 | 2011年4月3日—2012年4月1日                          | 星期日 8:30－8:45                             | 東京電視台系列             |                            |
| 大阪府                        | 大阪電視台                 | 2011年4月3日—2012年4月1日                          | 星期日 8:30－8:45                             | 東京電視台系列             |                            |
| 岡山縣、香川縣                | 瀨戶內電視台               | 2011年4月3日—2012年4月1日                          | 星期日 8:30－8:45                             | 東京電視台系列             |                            |
| 福岡縣                        | TVQ九州放送                | 2011年4月3日—2012年4月1日                          | 星期日 8:30－8:45                             | 東京電視台系列             |                            |
| 奈良縣                        | 奈良電視台                 | 2011年4月21日—2012年4月28日                        | 星期六 8:45－8:59                             | 獨立電視台                 |                            |
| 岩手縣                        | 岩手朝日電視台             | 2011年4月23日—10月29日 2011年11月5日—2012年5月5日  | 星期六 6:00－6:30 星期六 6:15－6:30           | 朝日電視台系列             |                            |
| 鹿兒島縣                      | 鹿兒島放送                 | 2011年4月23日—11月5日 2011年11月12日—2012年5月12日 | 星期六 6:30－7:00 星期六 6:30－6:45           | 朝日電視台系列             |                            |
| 福島縣                        | 福島放送                   | 2011年4月30日—10月29日 2011年11月5日—2012年5月5日  | 星期六 6:00－6:30 星期六 6:00－6:15           | 朝日電視台系列             |                            |
| 熊本縣                        | 熊本朝日放送               | 2011年7月2日—2012年4月28日                         | 星期六 6:45－7:15                             | 朝日電視台系列             |                            |
| 新潟縣                        | 新潟電視台21               | 2011年8月20日—2012年2月11日 2012年2月18日—8月18日  | 星期六 6:00－6:30 星期六 6:00－6:15           | 朝日電視台系列             |                            |
| 長野縣                        | 長野朝日放送               | 2011年9月11日—11月27日 2011年12月4日—2012年6月3日  | 星期日 6:00－6:30 星期日 6:00－6:15           | 朝日電視台系列             |                            |
| 山形縣                        | 山形電視台                 | 2011年9月17日—2012年3月10日 2012年3月17日—9月29日  | 星期六 6:00－6:30 星期六 6:00－6:15           | 朝日電視台系列             |                            |
| 宮城縣                        | 東日本放送                 | 2011年10月22日—2012年4月14日                       | 星期六 5:23－5:36                             | 朝日電視台系列             |                            |
| 靜岡縣                        | 靜岡電視台                 | 2011年10月25日—11月29日 2011年12月3日—2012年6月2日 | 星期一至星期五 4:30－5:00 星期六 5:30 - 5:45  | 富士電視台系列             |                            |
| 日本全國                      | AT-X                       | 2011年4月24日—2012年4月15日                        | 星期日 8:30－8:45                             | CS放送                     | 有重播                     |
| 日本全國                      | Kids Station               | 2012年2月5日—4月29日 2012年5月5日—10月27日         | 星期日 14:00－15:00 星期六 16:30－16:47       | CS放送                     | 有重播                     |

| 日本 東京電視台 星期日8:30-9:00節目 2011年10月2日起改為8:30-8:45播出 | 日本 東京電視台 星期日8:30-9:00節目 2011年10月2日起改為8:30-8:45播出 | 日本 東京電視台 星期日8:30-9:00節目 2011年10月2日起改為8:30-8:45播出 |
| -------------------------------------------------------------------- | --- | -------------------------------------------------------------------- |
|                                                                      | 戰鬥陀螺 鋼鐵奇兵 （第1期） （2009年4月5日－2010年3月28日） ↓ 戰鬥陀螺 鋼鐵奇兵 爆 （第2期） （2010年4月4日－2011年3月27日） ↓ 戰鬥陀螺 鋼鐵奇兵 4D （第3期） （2011年4月3日－2012年4月1日） ↓ 戰鬥陀螺 鋼鐵奇兵 ZERO G （第4期） （2012年4月8日－2012年12月23日） |                                                                      |
| 網絡小精靈PIPOPA                                                     | 激戰！彈珠人eS |                                                                      |

### 香港
| 香港 翡翠台 星期四、五17:15-17:45節目                           | 香港 翡翠台 星期四、五17:15-17:45節目                           | 香港 翡翠台 星期四、五17:15-17:45節目 |
| --------------------------------------------------------------- | --------------------------------------------------------------- | ------------------------------------- |
|                                                                 | 爆旋陀螺 鋼鐵戰魂 （第1期） （2010年1月7日－2010年7月8日）      |                                       |
| 太極千字文                                                      | 寶石寵物                                                        |                                       |
| 香港 翡翠台 星期四、五17:20-17:50節目                           |                                                                 |                                       |
| 寶石寵物（第1季）                                               | 爆旋陀螺 鋼鐵戰魂 爆 （第2期） （2011年1月14日－2011年7月14日） | Keroro軍曹VII                         |
| 香港 翡翠台 星期四、五17:20-17:50節目 2012年1月19日、3月1日停播 |                                                                 |                                       |
| Keroro軍曹VII                                                   | 爆旋陀螺 鋼鐵戰魂 4D （第3期） （2012年1月20日－2012年6月1日）  | 紙箱戰機                              |

### 台灣
| 台灣 卡通頻道 星期五、六18:00-18:30節目 （8月7日起改為星期六播出）   | 台灣 卡通頻道 星期五、六18:00-18:30節目 （8月7日起改為星期六播出） | 台灣 卡通頻道 星期五、六18:00-18:30節目 （8月7日起改為星期六播出） |
| -------------------------------------------------------------------- | ------------------------------------------------------------------ | ------------------------------------------------------------------ |
|                                                                      | 戰鬥陀螺 鋼鐵奇兵 （第1期） （2010年5月7日－2011年1月22日）        |                                                                    |
| 爆丸2大爆破                                                          | —                                                                  |                                                                    |
| 台灣 卡通頻道 星期六13:00-14:00節目 （9月10日起改為12:00-14:00播出） |                                                                    |                                                                    |
| 機械戰士REX                                                          | 戰鬥陀螺 鋼鐵奇兵 爆 （第2期） （2011年4月30日－2011年9月24日）    | —                                                                  |

## 劇場版
《劇場版戰鬥陀螺 鋼鐵奇兵VS太陽 灼熱的侵略者》於2010年8月21日在日本上映；香港則於2010年12月18日上映。

## 外部連結
- 戰鬥陀螺 鋼鐵奇兵 爆官方網站
- 戰鬥陀螺 鋼鐵奇兵 4D官方網站